# Lambda
Lambda (chữ hoa Λ, chữ thường λ; tiếng Hy Lạp: Λάμβδα hoặc Λάμδα, lamda hoặc lamtha) là chữ cái thứ 11 của bảng chữ cái Hy Lạp. Trong hệ chữ số Hy Lạp lambda có giá trị là 30. Lambda có gắn với chữ Lamed  trong tiếng Phoenicia. Các chữ cái trong bảng chữ cái khác bắt nguồn từ lambda gồm L bảng chữ cái La Mã và chữ cái El (Л, л) trong bảng chữ cái Kirin.

## Sử dụng
Trong lĩnh vực vật lý lamda là ký hiệu cho bước sóng, là quãng đường sóng truyền đi trong 1 chu kì T trên một phương truyền sóng. Ngoài ra, lambda còn là một hằng số phóng xạ biểu hiện cho sự phân rã của một chất trong một giây.